# AI JIMY Paperbot
AI JIMY Paperbot（エーアイ ジミー ペーパーボット）は、シー・システム株式会社が開発し、2022年7月より提供する生成AIとRPAを搭載したAI OCRツール。
書類処理業務の自動化を目的とし、請求書、受発注書類、契約書などのデータ入力を効率化する機能を備えている。

## 概要
AI JIMY Paperbotは、AI OCR（光学文字認識）とRPA（ロボティック・プロセス・オートメーション）を統合したデータ入力自動化ツールである。企業のデジタルトランスフォーメーション（DX）を推進し、特に受発注業務、経理業務、契約書管理の分野で利用されている。
このソフトウェアは、Microsoft Storeからダウンロードして利用するローカルインストール型であり、OCR処理はクラウド上のサーバーを介して実行される。そのため、ローカル環境とクラウドを組み合わせたハイブリッド型のシステムとなっている。
提供開始以降、定期的なアップデートが行われており、機能の追加や改善が継続的に実施されている。

## 主な機能

### AI OCR
- OCR機能により、書類の文字認識およびデータ抽出を実行
- 299言語に対応（日本語、英語、フランス語、スペイン語、中国語など）[5]
- 手書き文字認識（日本語、英語、中国語（簡体字）、韓国語など8言語対応）[5]
- バーコード、チェックボックスの読み取り[6][7]
- 表抽出[8]

### RPA
- データ入力の自動化を支援する機能（OCRで抽出した文字データをシステムへ自動登録）

### AI
- AI類似変換（マスターデータを参照し、商品名や会社名を自動補正）[9]
- AIを活用したデータ補正・最適化（OCR認識後のデータ修正、住所・企業名の自動補正）[10]